# 새벽을 여는 친구
새벽을 여는 친구는 CJB JOY FM에서 평일은 아나운서 최혜윤, 토요일 ~ 일요일은 방송인 정승조가 진행하는 충북 전지역에 송출되는 라디오 프로그램이다. 방송시간은 매일 오전 5시부터 6시까지이다.
| CJB JOY FM               |                     |                     |
| 이전                     | 새벽을 여는 친구    | 다음                |
| 김주우의 팝 스테이션     | 새벽을 여는 친구    | 굿모닝 JOY FM       |
| 오전 3시 ~ 오전 4시 55분 | 오전 5시 ~ 오전 6시 | 오전 6시 ~ 오전 7시 |
|                          |                     |                     |